# Geórgios Papadópulos
Geórgios Papadópulos (Eleokhori, 5 de maig de 1919 - Atenes, 27 de juny de 1999) fou un militar grec, agent de la CIA i cap del cop d'Estat militar que va tenir lloc a Grècia el 21 d'abril de 1967, i el líder de la dictadura militar que va governar el país des de 1967 fins a 1974. L'1 de juny de 1973, va abolir la monarquia i es va proclamar president de la República. Fou el màxim dirigent de la Dictadura dels Coronels fins que fou derrocat per un altre militar Dimitrios Ioannidis..
Oficial d'artilleria quan començà la Segona Guerra Mundial, fou col·laborador dels invasors alemanys durant l'ocupació nazi de Grècia, com a cap dels Batallons de Seguretat que perseguien els partisans antinazis del Front d'Alliberament Nacional (EAM). El 1944 amb la derrota dels nazis fugí de Grècia amb l'ajut dels serveis secrets britànics cap a Egipte. Tornà a Grècia on ascendí militarment durant la guerra civil que enfrontà el govern de la monarquia amb suport britànic i nord-americà contra l'Exèrcit Democràtic de Grècia, proper al Partit Comunista i els seus aliats, hereu de l'Exèrcit Popular d'Alliberament Grec (ELAS) que havia combatut l'ocupació nazi.
Als anys 50 Papadópulos fou enviat als Estats Units, com molts altres oficials de dreta que havien lluitat contra els guerrillers, rebé entrenament militar i de contrainsurgència i fou reclutat per a la CIA. El 1956 participà en un intent de cop d'estat militar. El 1967 fou ascendit a Coronel.
El 21 d'abril de 1967, un mes abans de les eleccions, dirigí amb èxit un cop d'estat amb Stilianós Patakós i Nikólaos Makarezos, que donaria lloc a la dictadura dels Coronels. La dictadura dissolgué els partits polítics i perseguí, empresonà i torturà milers d'opositors.
El juny de 1973, amb el règim militar ja en crisi, abolí la monarquia i es proclamà a si mateix president de la república, intentant legitimar-se de cara a una progressiva transició (Metapolitefsi). El 25 de novembre fou deposat per un nou cop, encapçalat per Dimitris Ioannidis.
Després de la caiguda de la junta militar, Geórgios Papadópulos fou detingut i jutjat per alta traïció i condemnat a pena de mort, commutada per cadena perpètua. Morí el 27 de juny de 1999.